# Jürgen Schütze
Jürgen Schütze (n. 3 martie 1951, Arnsdorf, Saxonia, Germania – d. 6 septembrie 2000, Leipzig, Germania) a fost un ciclist german, medaliat olimpic. A participat la o ediție a Jocurilor Olimpice (1972) în care a câștigat o medalie de bronz.

## Participări
Lista de mai jos prezintă principalele competiții la care a participat Jürgen Schütze de-a lungul carierei.
- Olympische Sommerspiele 1972/Radsport – Zeitfahren Bahn (Männer)[*]